# It's SHOWTIME!
『It's SHOWTIME！』（イッツ・ショータイム!）は2021年5月20日よりラジオ大阪で放送されているラジオ番組。
番組制作を少年隊ファンの有志による番組制作委員会が担当し、放送枠も委員会が購入することで放送しており、提供クレジットでも「この番組は少年隊ファン有志の企画でお送りしました」とのアナウンスが流れる。

## 概要
2020年12月に少年隊のベストアルバム、『少年隊 35th Anniversary BEST』が発売されたが、初めてCD化された未発表の楽曲を収録した限定盤は発売期間が短かった上、完全受注生産のため再販もされず、購入機会を逃したファンが多く発生した。この出来事をきっかけに、フリーアナウンサーの馬場尚子が発起人となり「少年隊の楽曲をみんなで聞きたい」というコンセプトにより番組が立ち上げられた。ラジオであれば著作権の問題もクリアできるため、前述の限定盤アルバムの収録曲や廃盤となった楽曲も放送している。
放送にあたり個人スポンサーから出資を募り、放送枠を購入。台本制作や選曲も全て制作委員会が自らの手で行なっている。
2023年8月17日、同日放送の番組内で「これまでの放送で廃盤や限定盤の曲を一通り紹介することができたことや多くのラジオ番組で少年隊の楽曲に触れる機会が増えてきたことから一定の役割を果たせたのではないかという結論に至った」として、同年9月30日放送予定の1時間特番をもって、番組を終了することを発表した。番組終了後も不定期に特別番組として放送している。

## 放送時間
レギュラー放送
2021年5月20日 - 2022年3月31日
毎週木曜日23:45 - 24:00
2022年4月7日 -  2023年9月28日
毎週木曜日21:45 - 22:00
これ以外に特別番組として日曜日深夜および金曜日21時（『藤川貴央のDMZ』を休止して放送）から1時間で放送。

## 出演者
- 藤川貴央（ラジオ大阪アナウンサー）- ナビゲーター（レギュラー及び特別番組すべてを担当）